# あわわfree
あわわfree（あわわフリー）は、徳島県に本社を置くあわわが刊行している徳島県を対象地域とする月刊のタウン情報誌。かつては通常の月刊誌であったが、2012年にフリーペーパーに変更された。

## 概要
1981年3月に創刊。月刊誌当時は徳島県に住む10・20代を対象とした。
ボイガル（旧名：ナイスガイ&プリティガール）という徳島の街中の男子、女子の写真を載せるコーナーが代表的である。他にも、プリクラや写メールを読者が投稿し、それを掲示するコーナーなどがある。
あわわ創成期の主な連載は実業家・柳町春雨による正月対談・柳町春雨VS徳島県知事が2回(この時の対談に応じた知事は三木申三)、柳町春雨の現代阿波弁の真髄講座など。
その他にも「すみません。見たくないですが、あなたの○○を見せてくれますか?」と呼ばれる街頭で見知らぬ人間に声をかけて尻を晒してもらったり、街中でパンツ一枚になってもらう等のコーナーに、毎月恒例だった徳島県内の美少女を決定する「あわわ姫」紹介コーナーが人気を博した。

### フリーペーパーへの転換
創刊から31年目を迎えた2012年3月、長らく続いた定価300円での販売というスタイルを改め、無料誌（フリーペーパー）化することを決定した。誌名は「あわわ」の名称は残しつつ『あわわfree』という新名称に改められる。なお、『あわわ』のフリーペーパー化にあたっては、同じあわわが発行する姉妹誌で、異なる年齢層をターゲットにした『ASA（アーサ）』と『050（ゼロ・ゴ・ゼロ）』の2誌についても、これらを統合し新たな月刊誌『Geen』を創刊するなど、若者向けの『あわわ』、20-30代向けの『ASA』、40-50代向けの『050』という「3つの異なる年齢層それぞれをターゲットに、異なる3つのタウン誌を刊行・発売する」という従来の編集体制の大改革を図ることとなった。
あわわ側の説明によると、今回の大改革はインターネットなどに代表される新たなメディアの普及で読者層の嗜好が多様化したこと、発行部数が近年伸び悩み気味であることなどが主な理由で、『あわわfree』と『Geen』の2誌セットで楽しむ形を想定しているとのことで、ともに2012年5月25日に創刊号が刊行された。
『あわわfree』については、地域のイベント情報、特に地域の公民館行事などこれまではフォローしていなかった細やかな情報もカバーするよう内容を改めるという。また、誌面数は48ページを予定しており、従来の『あわわ』が100ページを超える誌面数であったのと比べると、大幅なサイズダウンとなる。
『あわわfree』は、日本地域情報振興協会主催の「日本タウン誌・フリーペーパー大賞」において、2014年にコミュニティ部門優秀賞、2018年にグルメ部門最優秀賞をそれぞれ受賞している。